# Stari Zamość
Stari Zamość (poljsko Osiedle Stare Miasto)  je najstarejši zgodovinski predel poljskega mesta  Zamość. Od leta 1992 je na Unescovem seznamu svetovne dediščine kot "izjemen primer načrtovanega renesančnega mesta iz poznega 16. stoletja, ki ohranja svojo prvotno postavitev in utrdbe ter številne zgradbe, ki so še posebej zanimive, in združujejo italijansko in srednjeevropsko arhitekturno tradicijo." Srednjeveško mesto meri 75 ha, zaščiteno območje pa 200 ha.
Staro mestno jedro Zamośća je od 16. septembra 1994 tudi uradni poljski zgodovinski spomenik (Pomnik historii). Seznam narodnih spomenikov vodi Narodni odbor za poljsko dediščino.

## Zgodovina
Zamość je bil zgrajen v poznem 16. stoletju skladno z italijanskimi teorijami o  "idealnem mestu".  Gradnjo novega mesta je sponzoriral Jan Zamoyski, načrte pa je naredil arhitekt  Bernardo Morando. Mesto je zgled renesančnega sloga, ki meša "manieristični okus [...] z nekaterimi srednjeevropskimi mestnimi tradicijami, kot so arkadne galerije, ki obkrožajo trge in ustvarjajo pokrit prehod med trgovinami".

## Geografija in spomeniki
Morando je ustvaril mesto šestkotne oblike z dvema ločenima deloma: na zahodu so bile plemiške rezidence na vzhodu pa  mestno središče, razporejeno okoli treh  okoli treh pravokotnih trgov: Velikega, Solnega in Vodnega trga.
V Zamośću je okoli dvesto spomenikov, vključno z Glavnim trgom, obdanim s številnimi meščanskimi hišami in Mestno hišo. V mestu so tudi zamoška stolnica,  sinagoga, Zamojska akademija in Zamojska palača.
Staro mesto obdajajo ostanki Zamoške trdnjave.

## Unescova svetovna dediščina
Unescov odbor za svetovno dediščino je uvrstil Zamość na seznam svetovne dediščine z naslednjo utemeljitvijo:  "Mesto je izjemen primer zgradb, arhitekturnega in tehnološkega sklopa ali krajine, ki predstavlja pomembno stopnjo v človeški zgodovini".  Zamość je resnično izjemen primer načrtno zgrajenega renesančnega mesta iz poznega 16. stoletje, ki je ohranil svoj izviren načrt in utrdbe in številne zgradbe posebnega pomena. V mestu se mešajo italijanska in srednjeevropska arhitekturna izročila.
- Veliki trg in Mestna hiša
- Kolegijska crkev
- Stara sinagoga
- Bastion
- Stara Zamojska akademija
- Pošta

## Vira
- Hans-Joachim Rieseberg, Eberhard Sommer. Wiederaufbau und Restaurierung historischer Stadtbilder in Polen. publica Verlagsgesellschaft, Berlin 1985. ISBN 3-89087-024-4.
- Fritz Stuber. "Notizen zur Wiederaufwertung historischer Städte in Polen". V Schweizer Ingenieur und Architekt. Jahrgang 104 (21): 506–516. Zürich, 1986.